# أكينوري ساكاي
أكينوري ساكاي (باليابانية: 境 秋範) (مواليد 6 أكتوبر 1970)، هو لاعب كرة قدم سابق كان يلعب كحارس مرمى.